# Kohlersmühle
Kohlersmühle (fränkisch: Koleasch-mil) ist ein Gemeindeteil der Gemeinde Seukendorf im Landkreis Fürth (Mittelfranken, Bayern). Kohlersmühle liegt in der Gemarkung Seukendorf.

## Geographie
Die Einöde liegt am Farrnbach. Eine Gemeindeverbindungsstraße führt nach Seukendorf (0,2 km südwestlich) bzw. nach Hiltmannsdorf (0,7 km östlich).

## Geschichte
Der Ort wurde 1413 als „Mule vnter Seuckendorff“ erstmals urkundlich erwähnt, 1560 erstmals als „Kohlesmühl“. Das Bestimmungswort des Ortsnamens kann der Familienname des ersten Besitzers sein (Kohler) oder aber auf den Beruf des Besitzers verweisen (Köhler).
Gegen Ende des 18. Jahrhunderts gehörte Kohlersmühle zur Realgemeinde Seukendorf. Das Hochgericht übte das brandenburg-ansbachische Oberamt Cadolzburg aus. Das Anwesen hatte das Spitalamt der Reichsstadt Nürnberg als Grundherrn. Unter der preußischen Verwaltung (1792–1806) des Fürstentums Ansbach erhielt die Kohlersmühle die Hausnummer 42 des Ortes Seukendorf.
Von 1797 bis 1808 unterstand der Ort dem Justiz- und Kammeramt Cadolzburg. Im Rahmen des Gemeindeedikts wurde Kohlersmühle dem 1808 gebildeten Steuerdistrikt Seukendorf zugeordnet. Es gehörte der im selben Jahr gebildeten Ruralgemeinde Seukendorf an.

### Baudenkmal
- Mühlgasse 14: Wohnhaus mit Stallgebäude und Scheune[10]

### Einwohnerentwicklung
| Jahr      | 001818 | 001840 | 001861 | 001871 | 001885 | 001900 | 001925 | 001950 | 001961 | 001970 | 001987 |
| Einwohner | 15     | 7      | *      | 8      | 10     | 8      | 9      | 6      | 6      | 6      | *      |
| Häuser    | 2      | 2      |        |        | 1      | 1      | 1      | 1      | 1      |        | *      |
| Quelle    | [ 12 ] | [ 13 ] | [ 14 ] | [ 15 ] | [ 16 ] | [ 17 ] | [ 18 ] | [ 19 ] | [ 20 ] | [ 21 ] | [ 22 ] |

## Religion
Der Ort ist seit der Reformation evangelisch-lutherisch geprägt und bis heute nach St. Katharina (Seukendorf) gepfarrt. Die Einwohner römisch-katholischer Konfession sind nach St. Otto (Cadolzburg) gepfarrt.